# Isola di Hawaii
L'isola di Hawaii o Hawai‘i è la maggiore isola delle Hawaii e degli interi Stati Uniti d'America e la più orientale delle isole dell'arcipelago hawaiiano. Ha una superficie di 10 432,5 km² e una popolazione di 158 423 abitanti (dato del 2003). La superficie è costantemente in crescita a causa delle continue eruzioni di lava dal vulcano Kīlauea; è cresciuta di circa 2,2 km² dal 1983 al 2002. Sì trova nell'oceano Pacifico, a metà tra Alaska e Samoa

## Descrizione
Geograficamente, è formata da cinque vulcani principali:
- Kohala, al nord-ovest, un vulcano spento;
- Mauna Kea (la montagna bianca) è la montagna più alta delle Hawaii, a 4 207 m, e spesso innevato d'inverno. Mauna Kea occupa la maggior parte della metà settentrionale dell'isola ed è considerato un vulcano non attivo;
- Hualālai, a ovest, domina la zona di Kailua-Kona, non attivo
- Mauna Loa (la montagna lunga), un vulcano attivo che domina la metà meridionale dell'isola
- Kīlauea (nuvola di fumo che sale), un vulcano molto attivo a est della parte settentrionale di Mauna Loa.

Ha tre paesi principali, Hilo a nord-est, Kailua-Kona a ovest, e Waimea, anche noto come Kamuela, a nord (le isole hawaiiane hanno tre località chiamate Waimea: sull'isola di Hawaii, sull'isola di Oahu, e sull'isola di Kauai). L'economia si basa in parte sul turismo (attirato, fra l'altro, dall'attività quasi continua del vulcano Kilauea), e in parte sull'allevamento e l'agricoltura, compresa la coltivazione di orchidee e del noto caffè di Kona.

### Riferimenti
1. ↑   Table 5.08 - Land Area of Islands: 2000 (PDF), su The State of Hawaii Data Book 2004, State of Hawaii, 2004. URL consultato il 25 ottobre 2007.